# La Bénisson-Dieu
La Bénisson-Dieu é uma comuna francesa na região administrativa de Auvérnia-Ródano-Alpes, no departamento de Loire. Estende-se por uma área de 11,12 km². Em 2010 a comuna tinha 428 habitantes (densidade: 38,5 hab./km²).